# مدينة الأمل
مدينة الأمل أو عزبة الهجانة سابقاً هي إحدى المناطق العشوائية السابقة المتطورة في حي شرق مدينة نصر، تطورت من قبل الحكومة المصرية سنة 2022، وتغير الإسم إلي مدينة الأمل.

## معالم
دافع عن إزالتها أيام حسني مبارك.
تحتوى المنطقة على عدة كنائس مسيحية وقد تم تنصيب الأنبا إكليمندس الأسقف العام لكنائس ألماظة وعزبة الهجانة وزهراء مدينة نصر، سيم في 2015/5/24 بيد البابا تواضروس الثاني.[بحاجة لمصدر]
| الاسم                                             | الجهة           |
| ------------------------------------------------- | --------------- |
| كنيسة السيدة العذراء مريم والشهيد ابوسيفين        | عزبة الهجانة    |
| كنيسة السيدة العذراء مريم و الشهيد مارمينا        | زهراء مدينة نصر |
| كنيسة الشهيد العظيم مارجرجس                       | الماظة          |
| كنيسة رئيس الملائكة ميخائيل و القوى الأنبا موسى   | عزبة الهجانة    |
| كنيسة الشهيد العظيم مارمينا و البابا كيرلس السادس | عزبة الهجانة    |